# Tre60
Tre60 è un marchio editoriale di proprietà di TEA - Tascabili degli Editori Associati S.p.A., facente parte del Gruppo editoriale Mauri Spagnol.
I primi libri vengono lanciati sul mercato nel 2012 con l'idea di proporre un'offerta editoriale che spazi a 360° riguardo ai generi e al tipo di libri pubblicati.
Propone prime edizioni di autori italiani e stranieri.
Il suo logo è un camaleonte, che rappresenta una visione a 360 gradi.